# 荒瀬駅

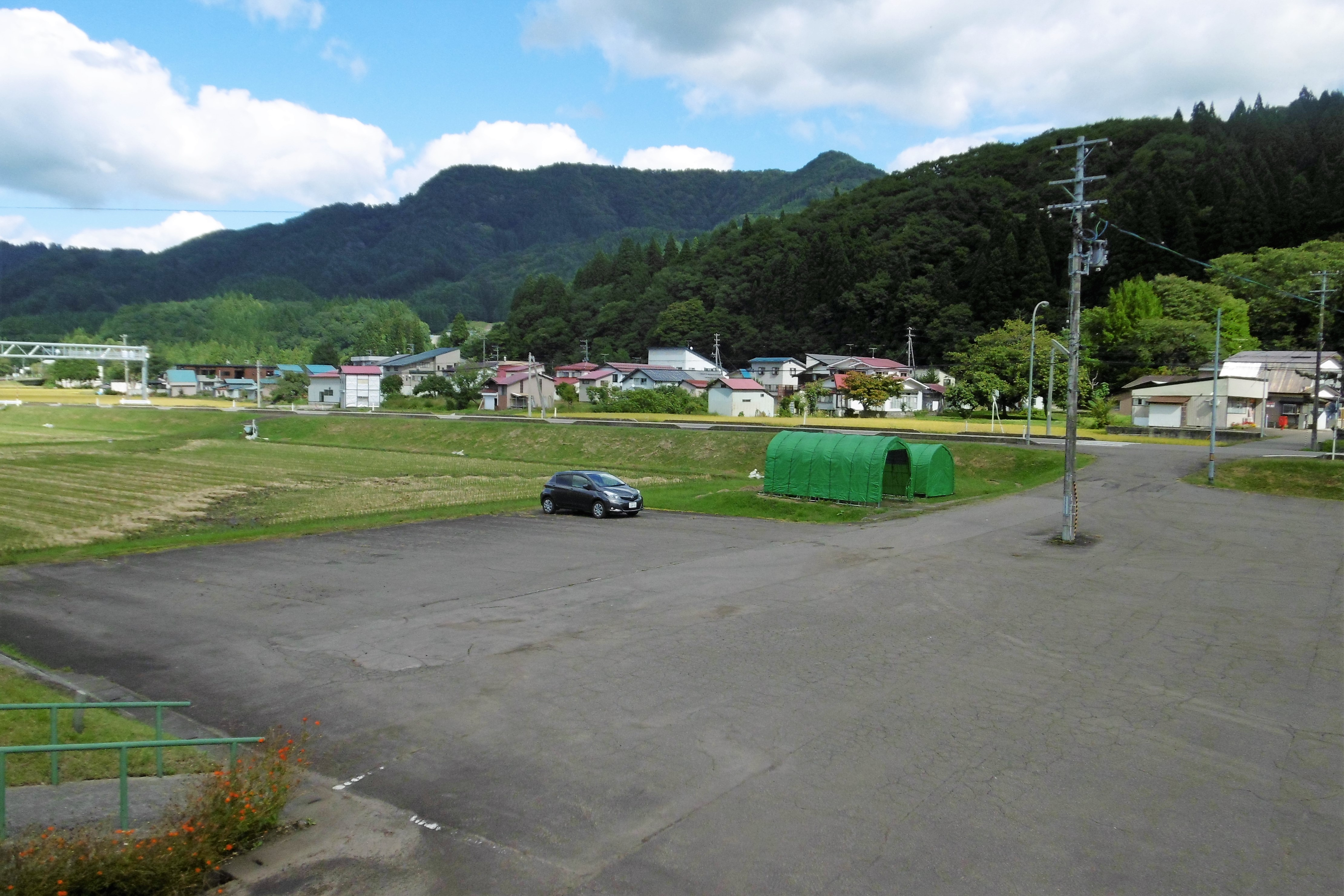
駅前広場

荒瀬駅（あらせえき）は秋田県北秋田市阿仁荒瀬字中野にある、秋田内陸縦貫鉄道秋田内陸線の駅である。無人駅。

## 歴史
- 1963年（昭和38年）10月15日：国鉄阿仁合線の駅として開業[1][2]。開業当時から無人駅[2]。
- 1986年（昭和61年）11月1日：秋田内陸縦貫鉄道に転換[1]。

## 駅構造
単式ホーム1面1線を有する地上駅。駅舎はないが待合所が設置されている。駅前スペースは広く舗装されている。

## 利用状況
| 1日乗降人員推移 | 1日乗降人員推移 |
| 年度            | 1日平均人数     |
| --------------- | --------------- |
| 2016年          | 17              |
| 2017年          | 8               |
| 2018年          | 6               |

## 駅周辺
- 荒瀬郵便局
- 花しょうぶ園
- 阿仁川
- 国道105号

## 隣の駅
秋田内陸縦貫鉄道
■秋田内陸線
□快速（上り列車のみ停車）・■普通
阿仁合駅 - 荒瀬駅 - 萱草駅